# 梅登區

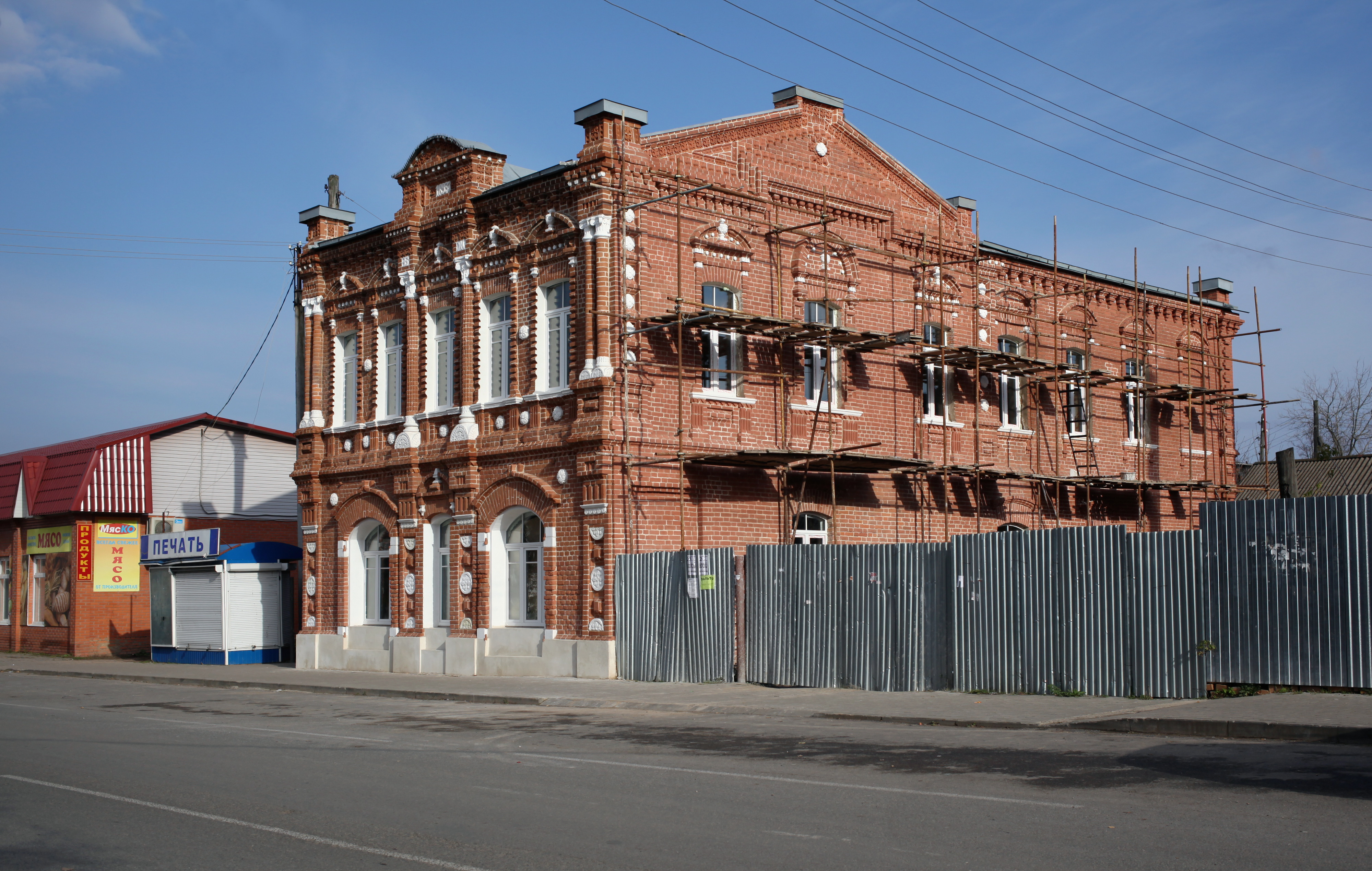

54°58′N 35°52′E / 54.967°N 35.867°E
梅登區（俄语：Медынский район），是俄羅斯的一個區，位於該國西部，由卡盧加州負責管轄，面積1,148平方公里，2010年該地區人口13,347，人口密度每平方公里11.63人。